# 王俊敏
王俊敏（1964年7月—），中国内蒙古翁牛特旗人，苏州大学社会学院教授，苏州大学MSW教育中心主任，研究方向为社会理论、教育社会工作等。主持中国国家社科基金规划项目等多个重点项目，出版著作有《青城民族》；《居游之间》等。

## 生平
曾取得内蒙古大学汉语言文学专业文学学士学位、北京大学社会学专业法学硕士学位，现任苏州大学社会学院教授。